# Bembidion approximatum
Bembidion approximatum är en skalbaggsart som beskrevs av Leconte 1852. Bembidion approximatum ingår i släktet Bembidion och familjen jordlöpare. Inga underarter finns listade i Catalogue of Life.